# Repubblica Ceca ai Giochi della XXIX Olimpiade
La Repubblica Ceca ha partecipato ai Giochi della XXIX Olimpiade di Pechino, svoltisi dall'8 al 24 agosto 2008, con una delegazione di 134 atleti.

## Medaglie
| Medaglia | Atleta                        | Sport            | Evento                                 |
| -------- | ----------------------------- | ---------------- | -------------------------------------- |
| Oro      | Kateřina Emmons               | Tiro             | Carabina 10 m aria compressa femminile |
| Oro      | David Kostelecký              | Tiro             | Trap maschile                          |
| Oro      | Barbora Špotáková             | Atletica leggera | Lancio del giavellotto maschile        |
| Argento  | Kateřina Emmons               | Tiro             | Carabina 50 m tre posizioni            |
| Argento  | Ondřej Štěpánek Jaroslav Volf | Canoa/kayak      | Slalom C2 maschile                     |
| Argento  | Ondřej Synek                  | Canottaggio      | Singolo maschile                       |

### Medaglie per disciplina
| Sport            | Oro | Argento | Bronzo | Totale |
| ---------------- | --- | ------- | ------ | ------ |
| Tiro             | 2   | 1       | 0      | 3      |
| Atletica leggera | 1   | 0       | 0      | 1      |
| Canoa/kayak      | 0   | 1       | 0      | 1      |
| Canottaggio      | 0   | 1       | 0      | 1      |

### Plurimedagliati
| Atleta          | Sport | Oro | Argento | Bronzo | Totale |
| --------------- | ----- | --- | ------- | ------ | ------ |
| Kateřina Emmons | Tiro  | 1   | 1       | 0      | 2      |

## Atletica leggera
| Gara           | Atleta           | Batterie | Batterie | Quarti  | Quarti | Semifinali | Semifinali | Finale | Finale |
| Gara           | Atleta           | Tempo    | Pos.     | Tempo   | Pos.   | Tempo      | Pos.       | Tempo  | Pos.   |
| -------------- | ---------------- | -------- | -------- | ------- | ------ | ---------- | ---------- | ------ | ------ |
| 100 m          | Lukáš Milo       | 10"52    | 5        |         |        |            |            |        |        |
| 200 m          | Jiří Vojtík      | 21"05    | 4        |         |        |            |            |        |        |
| 400 m          | Rudolf Götz      |          |          | 46"38   | 6      |            |            |        |        |
| 800 m          | Jakub Holuša     |          |          | 1'48"91 | 3      |            |            |        |        |
| 110 m ostacoli | Stanislav Sajdok | 13"89    | 6        |         |        |            |            |        |        |
| 110 m ostacoli | Petr Svoboda     | 13"43    | 3        | 13"41   | 2      | 13"60      | 7          |        |        |

| Gara         | Atleta      | Tempo     | Posizione |
| ------------ | ----------- | --------- | --------- |
| Marcia 50 km | Roman Bílek | 4h 18'32" | 45        |

| Gara                   | Atleta           | Qualificazioni | Qualificazioni | Finale  | Finale |
| Gara                   | Atleta           | Misura         | Pos.           | Misura  | Pos.   |
| ---------------------- | ---------------- | -------------- | -------------- | ------- | ------ |
| Salto in alto          | Jaroslav Bába    | 2,29 m         | 1              | 2,29 m  | 6      |
| Salto in alto          | Tomáš Janků      | 2,29 m         | 1              | 2,29 m  | 7      |
| Salto con l'asta       | Jan Kudlička     | 5,65 m         | 8              | 5,45 m  | 10     |
| Salto con l'asta       | Štěpán Janáček   | 5,30 m         | 17             |         |        |
| Salto in lungo         | Roman Novotný    | 7,94 m         | 12             | 8,00 m  | 8      |
| Getto del peso         | Petr Stehlík     | 19,41 m        | 28             |         |        |
| Lancio del disco       | Jan Marcell      | 59,52 m        | 28             |         |        |
| Lancio del martello    | Lukáš Melich     | 70,56 m        | 29             |         |        |
| Lancio del giavellotto | Vítězslav Veselý | 81,20 m        | 5              | 76,76 m | 12     |

| Prova                  | Roman Šebrle | Roman Šebrle | Roman Šebrle |
| Prova                  | Risultato    | Punti        | Pos.         |
| ---------------------- | ------------ | ------------ | ------------ |
| 100 metri              | 11"21        | 814          | 27           |
| Salto in lungo         | 7,68 m       | 980          | 4            |
| Getto del peso         | 14,78 m      | 776          | 16           |
| Salto in alto          | 2,11 m       | 906          | 1            |
| 400 metri              | 49"54        | 836          | 16           |
| 110 metri ostacoli     | 14"71        | 885          | 21           |
| Lancio del disco       | 45,50 m      | 777          | 12           |
| Salto con l'asta       | 4,80 m       | 849          | 9            |
| Lancio del giavellotto | 63,93 m      | 797          | 10           |
| 1500 metri             | 4'49"63      | 621          | 19           |
| Totale                 |              | 8241         | 6            |

| Gara           | Atleta           | Batterie | Batterie | Semifinali | Semifinali | Finale | Finale |
| Gara           | Atleta           | Tempo    | Pos.     | Tempo      | Pos.       | Tempo  | Pos.   |
| -------------- | ---------------- | -------- | -------- | ---------- | ---------- | ------ | ------ |
| 100 m ostacoli | Lucie Škrobáková | 13"18    | 6        |            |            |        |        |
| 400 m ostacoli | Zuzana Hejnová   | 55"91    | 3        | 55"17      | 4          | 54"97  | 7      |

| Gara         | Atleta              | Tempo     | Posizione |
| ------------ | ------------------- | --------- | --------- |
| Marcia 20 km | Zuzana Schindlerová | 1h 32'57" | 27        |

| Gara                   | Atleta                    | Qualificazioni | Qualificazioni | Finale  | Finale |
| Gara                   | Atleta                    | Misura         | Pos.           | Misura  | Pos.   |
| ---------------------- | ------------------------- | -------------- | -------------- | ------- | ------ |
| Salto in alto          | Romana Dubnová            | 1,93 m         | 14             | 1,89 m  | 15     |
| Salto in alto          | Iva Straková              | 1,93 m         | 7              | 1,93 m  | 12     |
| Salto con l'asta       | Kateřina Baďurová         | nessuna misura | -              |         |        |
| Salto in lungo         | Denisa Ščerbová           | 6,46 m         | 20             |         |        |
| Salto triplo           | Martina Šestáková         | nessuna misura | -              |         |        |
| Lancio del disco       | Věra Pospíšilová-Cechlová | 61,61 m        | 9              | 61,75 m | 5      |
| Lancio del martello    | Lenka Ledvinová           | 67,17 m        | 26             |         |        |
| Lancio del giavellotto | Jarmila Klimešová         | 57,25 m        | 21             |         |        |
| Lancio del giavellotto | Barbora Špotáková         | 67,69 m        | 1              | 71,42 m | Oro    |

| Prova                  | Denisa Ščerbová | Denisa Ščerbová | Denisa Ščerbová |
| Prova                  | Risultato       | Punti           | Pos.            |
| ---------------------- | --------------- | --------------- | --------------- |
| 100 metri ostacoli     | 13"88           | 995             | 25              |
| Salto in alto          | 1,65 m          | 795             | 36              |
| Getto del peso         | non partita     | non partita     | non partita     |
| 200 metri              | non partita     | non partita     | non partita     |
| Salto in lungo         | non partita     | non partita     | non partita     |
| Lancio del giavellotto | non partita     | non partita     | non partita     |
| 800 metri              | non partita     | non partita     | non partita     |
| Totale                 |                 | non concluso    | non concluso    |

## Badminton
| Gara              | Atleta            | Turno 1                                          | Sedicesimi                                 | Ottavi | Quarti | Semifinali | Finale |
| ----------------- | ----------------- | ------------------------------------------------ | ------------------------------------------ | ------ | ------ | ---------- | ------ |
| Singolo maschile  | Petr Koukal       | Andrew Smith (Gran Bretagna) 10-21, 12-21, 15-21 |                                            |        |        |            |        |
| Singolo femminile | Kristina Ludíková | Grace Daniel (Nigeria) 21-13, 21-8               | Tracey Hallam (Gran Bretagna) 18-21, 13-21 |        |        |            |        |

## Canoa/kayak
| Gara     | Atleta                        | Batterie | Batterie | Semifinali | Semifinali | Finale   | Finale |
| Gara     | Atleta                        | Tempo    | Pos.     | Tempo      | Pos.       | Tempo    | Pos.   |
| -------- | ----------------------------- | -------- | -------- | ---------- | ---------- | -------- | ------ |
| K2 500 m | Jana Bláhová Michala Mrůzková | 1'45"104 | 3        | bye        | bye        | 1'44"870 | 8      |

| Gara         | Atleta                        | Preliminari | Preliminari | Preliminari | Preliminari | Semifinali | Semifinali | Finale | Finale | Finale | Finale  |
| Gara         | Atleta                        | Manche 1    | Manche 2    | Totale      | Pos.        | Tempo      | Pos.       | Tempo  | Pos.   | Totale | Pos.    |
| ------------ | ----------------------------- | ----------- | ----------- | ----------- | ----------- | ---------- | ---------- | ------ | ------ | ------ | ------- |
| C1 maschile  | Stanislav Ježek               | 85"69       | 86"40       | 172"09      | 4           | 89"85      | 2          | 92"44  | 6      | 182"29 | 5       |
| C2 maschile  | Ondřej Štěpánek Jaroslav Volf | 93"78       | 97"16       | 190"94      | 4           | 95"33      | 3          | 97"56  | 3      | 192"89 | Argento |
| K1 maschile  | Vavřinec Hradilek             | 85"61       | 86"41       | 172"02      | 7           | 88"97      | 11         |        |        |        |         |
| K1 femminile | Štěpánka Hilgertová           | 97"14       | 91"99       | 189"13      | 3           | 101"78     | 3          | 242"63 | 9      | 344"41 | 9       |

## Canottaggio
| Gara        | Atleta                                               | Batterie | Batterie | Quarti/ Ripescaggi | Quarti/ Ripescaggi | Semifinali | Semifinali | Finale  | Finale       |
| Gara        | Atleta                                               | Tempo    | Pos.     | Tempo              | Pos.               | Tempo      | Pos.       | Tempo   | Pos.         |
| ----------- | ---------------------------------------------------- | -------- | -------- | ------------------ | ------------------ | ---------- | ---------- | ------- | ------------ |
| Singolo     | Ondřej Synek                                         | 7'23"94  | 1        | 6'50"23            | 1                  | 7'03"57    | 1          | 7'00"63 | Argento      |
| 2 senza     | Václav Chalupa Jakub Makovička                       | 6'52"50  | 3        | bye                | bye                | 6'37"88    | 4          | 6'52"57 | 2 (finale B) |
| 4 di coppia | Milan Doleček Jakub Hanák David Jirka Petr Vitásek   | 6'00"98  | 5        | 6'04"95            | 3                  | 5'56"38    | 4          | 5'50"07 | 4 (finale B) |
| 4 senza     | Milan Bruncvík Jan Gruber Michal Horváth Karel Neffe | 6'10"36  | 4        | 5'58"69            | 1                  | 5'58"02    | 2          | 6'16"56 | 5            |

| Gara        | Atleta                                              | Batterie | Batterie | Quarti/ Ripescaggi | Quarti/ Ripescaggi | Semifinali | Semifinali | Finale  | Finale |
| Gara        | Atleta                                              | Tempo    | Pos.     | Tempo              | Pos.               | Tempo      | Pos.       | Tempo   | Pos.   |
| ----------- | --------------------------------------------------- | -------- | -------- | ------------------ | ------------------ | ---------- | ---------- | ------- | ------ |
| Singolo     | Miroslava Knapková                                  | 7'51"56  | 1        | 7'30"33            | 1                  | 7'38"14    | 3          | 7'35"52 | 5      |
| 2 di coppia | Jitka Antošová Gabriela Vařeková Miroslava Knapková | 7'04"23  | 2        | 7'00"75            | 2                  |            |            | 7'25"09 | 6      |

## Ciclismo

### BMX
| Gara          | Atleta        | Qualificazione | Qualificazione | Quarti | Quarti | Semifinali | Semifinali | Finale | Finale |
| Gara          | Atleta        | Tempo          | Pos.           | Punti  | Pos.   | Punti      | Pos.       | Tempo  | Pos.   |
| ------------- | ------------- | -------------- | -------------- | ------ | ------ | ---------- | ---------- | ------ | ------ |
| BMX maschile  | Michal Prokop | 36"689         | 20             | 18     | 6      |            |            |        |        |
| BMX femminile | Jana Horáková | 38"077         | 8              |        |        | 16         | 5          |        |        |

### Su pista
| Gara                  | Atleta         | Qualificazione | Qualificazione | Secondo turno | Secondo turno                              | Secondo turno | Finale | Finale     |
| Gara                  | Atleta         | Tempo          | Pos.           | Tempo         | Avversario                                 | Pos.          | Tempo  | Avversario |
| --------------------- | -------------- | -------------- | -------------- | ------------- | ------------------------------------------ | ------------- | ------ | ---------- |
| Individuale femminile | Lada Kozlíková | 3'39"561       | 8              | non concluso  | Wendy Houvenaghel (Gran Bretagna) 3'27"829 | 8             |        |            |

| Velocità maschile | Adam Ptáčník                          | 10"569  | 19 |  |  |  |  |  |
| Squadre maschile  | Tomáš Bábek Adam Ptáčník Denis Špička | 45'678" | 11 |  |  |  |  |  |

| Gara                    | Atleta                       | Punti       | Pos. |
| ----------------------- | ---------------------------- | ----------- | ---- |
| Corsa a punti maschile  | Milan Kadlec                 | 22          | 9    |
| Corsa a punti femminile | Lada Kozlíková               | 2           | 13   |
| Madison maschile        | Milan Kadlec Alois Kaňkovský | 3 (-3 giri) | 13   |

| Atleta       | Preliminari | Ripescaggi | Semifinale | Finale |
| ------------ | ----------- | ---------- | ---------- | ------ |
| Denis Špička | 4           | 2          |            |        |

### Su strada e Cross country
| Gara                    | Atleta           | Tempo        | Posizione    |
| ----------------------- | ---------------- | ------------ | ------------ |
| Corsa in linea maschile | Petr Benčík      | 6h 39'42"    | 75           |
| Corsa in linea maschile | Roman Kreuziger  | 6h 26'35"    | 45           |
| Cross country maschile  | Jaroslav Kulhavý | 2h 03'20"    | 18           |
| Cross country femminile | Tereza Huříková  | non concluso | non concluso |

## Equitazione
| Gara        | Atleta         | Cavallo | Dressage | Cross country | Salto | Salto di finale | Totale | Posizione |
| ----------- | -------------- | ------- | -------- | ------------- | ----- | --------------- | ------ | --------- |
| Individuale | Jaroslav Hatla | Karla   | 52,80    | eliminato     |       |                 |        |           |

## Ginnastica

### Ginnastica artistica
| Gara                     | Atleta            | Volteggio | Corpo libero | Cavallo con maniglie | Anelli | Parallele | Sbarra | Trave  | Totale | Posizione | Finali               |
| ------------------------ | ----------------- | --------- | ------------ | -------------------- | ------ | --------- | ------ | ------ | ------ | --------- | -------------------- |
| Qualificazioni maschili  | Martin Konečný    | -         | -            | 13,650               | -      | -         | 13,125 |        | 26,775 | 93        | nessuna              |
| Qualificazioni femminili | Kristýna Pálešová | 14,325    | 13,300       |                      |        | 15,100    |        | 15,075 | 57,800 | 26        | concorso individuale |

| Gara                           | Atleta            | Punteggio | Posizione |
| ------------------------------ | ----------------- | --------- | --------- |
| Concorso individuale femminile | Kristýna Pálešová | 56,975    | 21        |

### Trampolino
| Gara                 | Atleta       | Qualificazioni | Qualificazioni | Finale | Finale |
| Gara                 | Atleta       | Punti          | Pos.           | Punti  | Pos.   |
| -------------------- | ------------ | -------------- | -------------- | ------ | ------ |
| Trampolino femminile | Lenka Popkin | 57,60          | 15             |        |        |

## Judo
| Gara  | Atleta         | Tabellone principale                  | Tabellone principale                  | Tabellone principale | Tabellone principale | Tabellone principale | Ripescaggi | Ripescaggi | Ripescaggi | Ripescaggi |
| Gara  | Atleta         | Sedicesimi                            | Ottavi                                | Quarti               | Semifinali           | Finale               | 1º turno   | Quarti     | Semifinali | Finale     |
| ----- | -------------- | ------------------------------------- | ------------------------------------- | -------------------- | -------------------- | -------------------- | ---------- | ---------- | ---------- | ---------- |
| 60 kg | Pavel Petříkov | Denílson Lourenço (Brasile) 0011-0000 | Rishod Sobirov (Uzbekistan) 0000-0001 |                      |                      |                      |            |            |            |            |
| 73 kg | Jaromír Ježek  | Shokir Muminov (Uzbekistan) 0001-1000 |                                       |                      |                      |                      |            |            |            |            |

## Lotta
| Gara  | Atleta     | Tabellone principale | Tabellone principale                     | Tabellone principale                  | Tabellone principale         | Tabellone principale | Ripescaggi | Ripescaggi | Ripescaggi                           |
| Gara  | Atleta     | Sedicesimi           | Ottavi                                   | Quarti                                | Semifinali                   | Finale               | Quarti     | Semifinali | Finale                               |
| ----- | ---------- | -------------------- | ---------------------------------------- | ------------------------------------- | ---------------------------- | -------------------- | ---------- | ---------- | ------------------------------------ |
| 96 kg | Marek Švec | bye                  | Kaloyan Dinchev (Bulgaria) 4-1, 1-3, 1-1 | Ramaz Nozadze (Georgia) 1-1, 1-1, 2-1 | Aslanbek Khushtov (Russia) F |                      |            |            | Asset Mambetov (Kazakistan) 1-1, 0-6 |

## Nuoto
| Gara               | Atleta            | Batterie | Batterie | Semifinali | Semifinali | Finale     | Finale |
| Gara               | Atleta            | Tempo    | Pos.     | Tempo      | Pos.       | Tempo      | Pos.   |
| ------------------ | ----------------- | -------- | -------- | ---------- | ---------- | ---------- | ------ |
| 100 m stile libero | Martin Verner     | 48"95    | 21       |            |            |            |        |
| 200 m stile libero | Květoslav Svoboda | 1'51"67  | 46       |            |            |            |        |
| 400 m stile libero | Květoslav Svoboda |          |          | 3'56"54    | 33         |            |        |
| 100 m dorso        | Tomáš Fučík       | 57"29    | 41       |            |            |            |        |
| 200 m dorso        | Květoslav Svoboda | 2'03"12  | 40       |            |            |            |        |
| 100 m rana         | Jiří Jedlička     | 1'01"56  | 29       |            |            |            |        |
| 200 m rana         | Jiří Jedlička     | 2'15"79  | 40       |            |            |            |        |
| 100 m farfalla     | Michal Rubáček    | 53"53    | 42       |            |            |            |        |
| 200 m misti        | Tomáš Fučík       | 2'02"85  | 31       |            |            |            |        |
| Fondo 10 km        | Rostislav Vítek   |          |          |            |            | 1h 52'41"8 | 17     |

| Gara               | Atleta          | Batterie | Batterie | Semifinali | Semifinali | Finale     | Finale |
| Gara               | Atleta          | Tempo    | Pos.     | Tempo      | Pos.       | Tempo      | Pos.   |
| ------------------ | --------------- | -------- | -------- | ---------- | ---------- | ---------- | ------ |
| 50 m stile libero  | Sandra Kazíková | 25"54    | 29       |            |            |            |        |
| 100 m stile libero | Jana Klusáčková | 55"92    | 31       |            |            |            |        |
| 100 m dorso        | Petra Klosová   | 1'03"36  | 39       |            |            |            |        |
| Fondo 10 km        | Jana Pechanová  |          |          |            |            | 1h 59'39"7 | 8      |

## Nuoto sincronizzato
| Gara | Atlete                          | Technical Routine | Technical Routine | Free Routine (preliminari) | Free Routine (preliminari) | Free Routine (finale) | Free Routine (finale) | Punteggio totale | Posizione finale |
| Gara | Atlete                          | Punteggio         | Pos.              | Punteggio                  | Pos.                       | Punteggio             | Pos.                  | Punteggio totale | Posizione finale |
| ---- | ------------------------------- | ----------------- | ----------------- | -------------------------- | -------------------------- | --------------------- | --------------------- | ---------------- | ---------------- |
| Duo  | Soňa Bernardová Alžběta Dufková | 42,500            | 18                | 42,750                     | 18                         |                       |                       | 85,250           | 18               |

## Pallacanestro

### Torneo femminile
La nazionale ceca si è qualificata per i Giochi nell'ultimo torneo di qualificazione olimpica.

#### Squadra
La squadra era formata da:
- Kateřina Elhotová (guardia tiratrice)
- Michala Hartigová (ala)
- Romana Hejdová (ala)
- Petra Kulichová (centro)
- Hana Machová (guardia tiratrice)
- Markéta Mokrošová (capitano, ala)
- Miloslava Svobodová  (centro)
- Edita Šujanová (centro)
- Michaela Uhrová (playmaker)
- Ivana Večeřová (ala-centro)
- Jana Veselá (ala)
- Eva Vítečková (ala)

#### Prima fase
| Data      | Ora locale | Squadra     | Punteggio | Squadra       | Referto |
| --------- | ---------- | ----------- | --------- | ------------- | ------- |
| 9 agosto  | 20:00      | Stati Uniti | 97 - 57   | Rep. Ceca     | ref     |
| 11 agosto | 11:15      | Rep. Ceca   | 81 - 47   | Mali          | ref     |
| 13 agosto | 11:15      | Spagna      | 74 - 55   | Rep. Ceca     | ref     |
| 15 agosto | 09:00      | Rep. Ceca   | 90 - 59   | Nuova Zelanda | ref     |
| 17 agosto | 20:00      | Rep. Ceca   | 63 - 79   | Cina          | ref     |

| Squadra       | P  | V | P | PF  | PS  | Diff. |
| ------------- | -- | - | - | --- | --- | ----- |
| Stati Uniti   | 10 | 5 | 0 | 491 | 276 | +215  |
| Cina          | 9  | 4 | 1 | 358 | 346 | +12   |
| Spagna        | 8  | 3 | 2 | 357 | 324 | +33   |
| Rep. Ceca     | 7  | 2 | 3 | 346 | 356 | -10   |
| Nuova Zelanda | 6  | 1 | 4 | 320 | 423 | -103  |
| Mali          | 5  | 0 | 5 | 255 | 402 | -147  |

#### Seconda fase
Quarti di finale
| Arbitri: | Romualdas Brazauskas Dawna Townsend Jasmina Tatic |

|            |          |                     |
| Jackson 17 | Punti    | 8 Machová, Večeřová |
| Harrower 4 | Assist   | 4 Machová           |
| Jackson 12 | Rimbalzi | 7 Veselá            |

## Pentathlon moderno
| Gara      | Atleta           | Tiro  | Tiro  | Scherma  | Scherma | Nuoto   | Nuoto | Equitazione  | Equitazione | Corsa    | Corsa | Punteggio totale | Posizione |
| Gara      | Atleta           | Punti | Punt. | Vittorie | Punt.   | Tempo   | Punt. | Punti        | Punt.       | Tempo    | Punt. | Punteggio totale | Posizione |
| --------- | ---------------- | ----- | ----- | -------- | ------- | ------- | ----- | ------------ | ----------- | -------- | ----- | ---------------- | --------- |
| Maschile  | David Svoboda    | 181   | 1228  | 24       | 976     | 2'05"40 | 1296  | non concluso | 184         | 9'24"35  | 1144  | 4828             | 29        |
| Maschile  | Michal Michalík  | 188   | 1192  | 16       | 784     | 2'08"37 | 1260  | 69,37        | 1172        | 9'47"25  | 1052  | 5460             | 6         |
| Femminile | Lucie Grolichová | 177   | 1060  | 23       | 952     | 2'19"78 | 1244  | 60,79        | 1060        | 11'06"47 | 1056  | 5372             | 16        |

## Sollevamento pesi
| Gara   | Atleta       | Strappo | Strappo | Slancio | Slancio | Totale | Posizione |
| Gara   | Atleta       | Ris.    | Pos.    | Ris.    | Pos.    | Totale | Posizione |
| ------ | ------------ | ------- | ------- | ------- | ------- | ------ | --------- |
| 105 kg | Libor Wälzer | 163     | 16      | 187     | 15      | 350    | 15        |

## Tennis
| Gara                | Atleta                          | Trentaduesimi                               | Sedicesimi                                               | Ottavi                                                      | Quarti | Semifinali | Finale |
| ------------------- | ------------------------------- | ------------------------------------------- | -------------------------------------------------------- | ----------------------------------------------------------- | ------ | ---------- | ------ |
| Singolare maschile  | Tomáš Berdych                   | Yu Xinyuan (Cina) 6-1 6-2                   | Andreas Seppi (Italia) 6-3 7-64                          | Roger Federer (Svizzera) 3-6 64-7                           |        |            |        |
| Singolare maschile  | Ivo Minář                       | Olivier Rochus (Belgio) 3-6 6-3 3-6         |                                                          |                                                             |        |            |        |
| Singolare maschile  | Radek Štěpánek                  | Michaël Llodra (Francia) 6-4 65-7 9-11      |                                                          |                                                             |        |            |        |
| Singolare maschile  | Jiří Vaněk                      | Michail Južnyj (Russia) 4-6 1-6             |                                                          |                                                             |        |            |        |
| Doppio maschile     | Tomáš Berdych Radek Štěpánek    |                                             | Marcelo Melo André Sá (Brasile) 7-5 2-6 6-8              |                                                             |        |            |        |
| Doppio maschile     | Martin Damm Pavel Vízner        |                                             | Novak Đoković Nenad Zimonjić (Serbia) 3-6 6-0 6-2        | Mariusz Fyrstenberg Marcin Matkowski (Polonia) 6-1 65-7 5-7 |        |            |        |
| Singolare femminile | Iveta Benešová                  | Sania Mirza (India) 6-2 6-1                 | Venus Williams (Stati Uniti) 1-6 4-6                     |                                                             |        |            |        |
| Singolare femminile | Lucie Šafářová                  | Maret Ani (Estonia) 6-4 6-2                 | Marija Korytceva (Ucraina) 2-6 6-1 7-5                   | Sybille Bammer (Austria) 5-7 4-6                            |        |            |        |
| Singolare femminile | Nicole Vaidišová                | Alizé Cornet (Francia) 6-4 1-6 4-6          |                                                          |                                                             |        |            |        |
| Singolare femminile | Klára Zakopalová                | Nuria Llagostera Vives (Spagna) 6-2 3-6 5-7 |                                                          |                                                             |        |            |        |
| Doppio femminile    | Iveta Benešová Nicole Vaidišová |                                             | Serena Williams Venus Williams (Stati Uniti) 6-4 5-7 1-6 |                                                             |        |            |        |
| Doppio femminile    | Petra Kvitová Lucie Šafářová    |                                             | Samantha Stosur Rennae Stubbs (Australia) 1-6 0-6        |                                                             |        |            |        |

## Tennis tavolo
| Gara              | Atleta        | Preliminari                                           | Turno 1                                                                   | Turno 2                                                                    | Turno 3 | Turno 4 | Quarti | Semifinali | Finale |
| ----------------- | ------------- | ----------------------------------------------------- | ------------------------------------------------------------------------- | -------------------------------------------------------------------------- | ------- | ------- | ------ | ---------- | ------ |
| Singolo maschile  | Petr Korbel   | bye                                                   | bye                                                                       | Lucjan Błaszczyk (Polonia) 2-4 (9-11, 9-11, 11-7, 4-11, 12-10, 8-11)       |         |         |        |            |        |
| Singolo femminile | Dana Hadačová | Zeina Shaban (Giordania) 4-0 (11-3, 11-6, 11-8, 11-5) | Veronika Pavlovich (Bielorussia) 4-2 (7-11, 11-7, 11-9, 5-11, 11-9, 11-6) | Georgina Pota (Ungheria) 3-4 (3-11, 11-8, 6-11, 14-12, 11-4, 10-12, 10-12) |         |         |        |            |        |

## Tiro
| Gara                         | Atleta           | Qualificazioni | Qualificazioni | Finale    | Finale       | Finale |
| Gara                         | Atleta           | Punteggio      | Pos.           | Punteggio | Punt. totale | Pos.   |
| ---------------------------- | ---------------- | -------------- | -------------- | --------- | ------------ | ------ |
| Carabina 10 m aria compressa | Václav Haman     | 593            | 13             |           |              |        |
| Carabina 50 m a terra        | Tomáš Jeřábek    | 586            | 46             |           |              |        |
| Carabina 50 m a terra        | Miroslav Varga   | 590            | 29             |           |              |        |
| Carabina 50 m tre posizioni  | Václav Haman     | 1163           | 23             |           |              |        |
| Pistola 50 m                 | Martin Tenk      | 544            | 37             |           |              |        |
| Pistola 25 m automatica      | Martin Podhráský | 276            | 18             |           |              |        |
| Pistola 25 m automatica      | Martin Strnad    | 267            | 19             |           |              |        |
| Skeet                        | Jan Sychra       | 117            | 16             |           |              |        |
| Trap                         | David Kostelecký | 121            | 2              | 25        | 146          | Oro    |

| Gara                         | Atleta            | Qualificazioni | Qualificazioni | Finale    | Finale       | Finale  |
| Gara                         | Atleta            | Punteggio      | Pos.           | Punteggio | Punt. totale | Pos.    |
| ---------------------------- | ----------------- | -------------- | -------------- | --------- | ------------ | ------- |
| Carabina 10 m aria compressa | Kateřina Emmons   | 400            | 1              | 103,5     | 403,5        | Oro     |
| Carabina 10 m aria compressa | Pavla Kalná       | 392            | 31             |           |              |         |
| Carabina 50 m tre posizioni  | Kateřina Emmons   | 586            | 5              | 101,7     | 687,7        | Argento |
| Carabina 50 m tre posizioni  | Adéla Sýkorová    | 578            | 19             |           |              |         |
| Pistola 10 m aria compressa  | Lenka Marušková   | 379            | 26             |           |              |         |
| Pistola 10 m aria compressa  | Michaela Musilová | 375            | 35             |           |              |         |
| Pistola 25 m                 | Lenka Marušková   | 578            | 20             |           |              |         |
| Pistola 25 m                 | Michaela Musilová | 571            | 34             |           |              |         |

## Tiro con l'arco
| Gara                  | Atleta            | Turno di qualificazione | Turno di qualificazione | Turno 1                           | Turno 2 | Ottavi | Quarti | Semifinali | Finale |
| Gara                  | Atleta            | Punteggio               | Pos.                    | Turno 1                           | Turno 2 | Ottavi | Quarti | Semifinali | Finale |
| --------------------- | ----------------- | ----------------------- | ----------------------- | --------------------------------- | ------- | ------ | ------ | ---------- | ------ |
| Individuale maschile  | Martin Bulíř      | 629                     | 56                      | Ilario Di Buò (Italia) 100-111    |         |        |        |            |        |
| Individuale femminile | Barbora Horáčková | 620                     | 44                      | Viktoriya Koval (Ucraina) 107-109 |         |        |        |            |        |

## Triathlon
| Gara           | Atleta           | Nuoto  | Ciclismo     | Corsa        | Tempo totale | Posizione    |
| -------------- | ---------------- | ------ | ------------ | ------------ | ------------ | ------------ |
| Gara maschile  | Filip Ospalý     | 18'17" | 58'56"       | 32'41"       | 1h 50'53"69  | 20           |
| Gara femminile | Vendula Frintová | 20'53" | 1h 05'29"    | 36'06"       | 2h 03'27"49  | 23           |
| Gara femminile | Lenka Zemanová   | 20'00" | non concluso | non concluso | non concluso | non concluso |

## Vela
| Gara           | Atleta                        | Regata | Regata | Regata | Regata | Regata | Regata | Regata | Regata | Regata | Regata     | Regata | Punteggio | Pos. |
| Gara           | Atleta                        | 1      | 2      | 3      | 4      | 5      | 6      | 7      | 8      | 9      | 10         | M      | Punteggio | Pos. |
| -------------- | ----------------------------- | ------ | ------ | ------ | ------ | ------ | ------ | ------ | ------ | ------ | ---------- | ------ | --------- | ---- |
| Laser maschile | Martin Trčka                  | 29     | 36     | 38     | 13     | 29     | 19     | 26     | 44 DNF | 12     | cancellata |        | 202       | 31   |
| 470 femminile  | Lenka Mrzílková Lenka Šmídová | 6      | 4      | 12     | 11     | 11     | 5      | 11     | 11     | 9      | 1          | 14     | 83        | 7    |
| Finn           | Michael Maier                 | 15     | 14     | 22     | 25     | 21     | 23     | 19     | 23     |        |            |        | 137       | 25   |